# Aleiphaquilon rugosum
Aleiphaquilon rugosum là một loài bọ cánh cứng trong họ Cerambycidae.